# Prințesa Olga a Greciei și Danemarcei
Prințesa Olga a Greciei și a Danemarcei (greacă Πριγκίπισσα Όλγα της Ελλάδας και Δανίας) (11 iunie 1903 –  16 octombrie 1997) a fost nepoata regelui George I al Greciei și soția ultimului Prinț regent al Iugoslaviei.

## Biografie

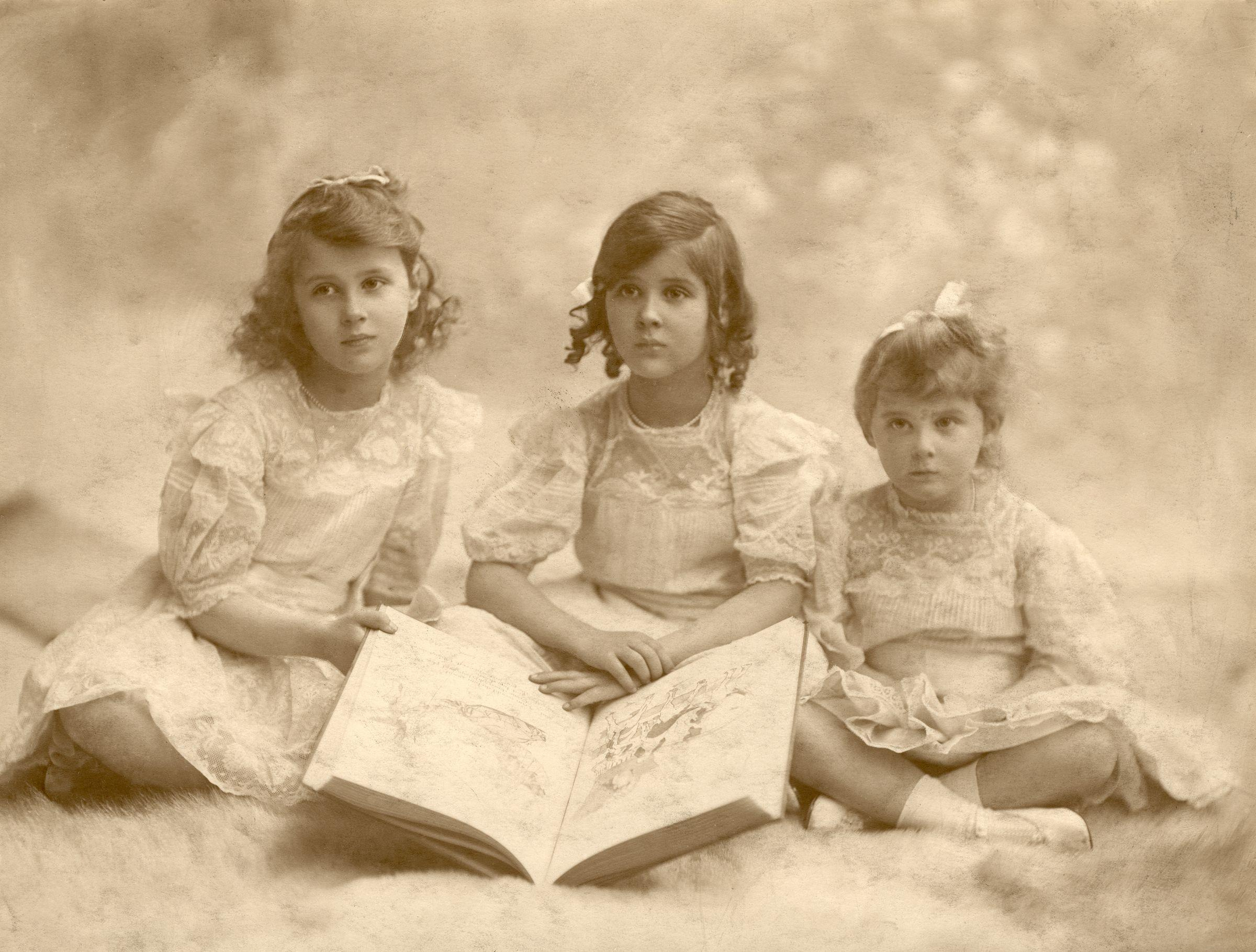
Prințesele Olga, Elisabeta și Marina a Greciei.

Prințesa Olga s-a născut la Atena, Grecia, la 11 iunie 1903. Tatăl ei era Prințul Nicolae al Greciei și Danemarcei, al treilea fiu al regelui George I al Greciei. Mama ei era Marea Ducesă Elena Vladimirovna a Rusiei, o nepoată a țarului Alexandru al II-lea al Rusiei.
În general familia era săracă și forțată să trăiască în exil de când ea avea 11 ani, în urma răsturnării monarhiei grecești. Mai târziu familia s-a mutat la Paris.
S-a căsătorit la Belgrad la 22 octombrie 1923 cu Prințul Paul al Iugoslaviei, care era regent după asasinarea regelui Alexandru I al Iugoslaviei. Prințul Paul și Prințesa Olga au avut trei copii:
- Prințul Alexandru al Iugoslaviei (13 august 1924)
- Prințul Nikola al Iugoslaviei (29 iunie 1928 – 12 aprilie 1954)
- Prințesa Elisabeta a Iugoslaviei (7 aprilie 1936)

Prin fiica ei Elisabeta, ea a fost bunica actriței Catherine Oxenberg.